# 実在した象の一覧
実在した象の一覧（じつざいしたぞうのいちらん）

## 実在した象
ハンニバルの象
紀元前218年、ハンニバルは第二次ポエニ戦争に37頭の象を引き連れ、アルプス山脈を越えた。大カトの『起源論』によれば、ハンニバル軍のなかで一番勇敢だったのは、シリア人を意味する「スルス」（Surus）という象だった。
アブル＝アッバース（Abul-Abbas）
バグダードのカリフであるハールーン・アッ＝ラシードからカール大帝に贈られた象。
ブラック・ダイヤモンド（Black Diamond）
アメリカ合衆国のサーカスで飼育されていた象。生涯に4人の人間を死なせたため、最後には銃殺された。
カストルとポルックス（Castor and Pollux）
フランス・パリで飼育されていた2頭の象。1870年に起こった普仏戦争でのプロイセン王国軍によるパリ市街包囲の際、パリ市民たちの食糧不足を補うために殺されてしまった。
クレモナの象（Cremona Elephant）
エジプトの統治者アル＝カーミルから、神聖ローマ帝国の皇帝フリードリヒ2世に贈呈されたアジアゾウ。
ジータ（Gita)
ロサンゼルス動物園で飼育されていたメスの象。その死をめぐって劣悪な飼育環境などが問題視された。
ゲーテの象（Goethe-Elefant）
18世紀末にカッセルで展示された象。その死後、自然科学者としても知られるゲーテが骨格標本を研究したためこの名で呼ばれる。
ハンノ（Hanno）
ローマ教皇レオ10世のペットだった象。教皇職就任に際して、ポルトガル王マヌエル1世から贈られたもの。白象だったとされる。
ハンスケン（Hansken）
17世紀中期のヨーロッパを広く巡業した象。著名な画家レンブラントなどがその姿をスケッチしている。
ジャンボ（Jumbo）
アメリカ合衆国のサーカス興行主P・T・バーナムが所有していた象。
カンドゥラ（Kandula）
スリランカ史上最も有名な象。紀元前時代のシンハラ族の王が乗ってタミル族と戦ったという。
コシク（Kosik）
「人間の言葉を真似る象」として全世界に報道された大韓民国のアジアゾウ。
林旺（Lín Wàng）
第二次世界大戦中、旧日本軍などに使役されていた象。後に台北市立動物園に移動し、「林旺爺爺」（リンワンおじいちゃん）というあだ名で親しまれた。
メアリ（Mary）
チャールズ・H・スパークス主催のサーカス「ワールド・フェイマス・ショー」にて飼育されていたメス象。1916年9月12日に、未熟な飼育係ウォルター・「レッド」・エルドリッジを殺してしまった（原因は不明）。この「犯罪」のために、メアリは1916年9月13日に、テネシー州アーウィンのクリンチフィールド鉄道操車場で、鉄道デリック車により絞首刑にされた。
モタラ（Motala）
タイとミャンマーの国境地帯で森林伐採に従事していた象。1999年に地雷の被害に遭って左前脚を失ったが、後に義足の装着に成功した。
モッティ（Motty）
確認されている唯一のアジアゾウとアフリカゾウの交雑種。イングランドのチェシャーで1978年に誕生したが、生後僅か12日で死んだ。
ノーマ・ジーン（Norma Jean）
クラーク・アンド・ウォルターズ・サーカスで人気を集めていた象。イリノイ州で落雷の直撃を受けて死亡した。
オールド・ベット（Old Bet）
19世紀初め、アメリカのサーカスで活動したメスのアフリカゾウ。各地を巡業していたが、1816年に巡業先で殺されてしまった。
ウサーマ・ビン・ラーディン（Osama bin Laden）
インドのアッサム州ソニトプル地区で少なくとも27人の死者を出したオスの象。
ルビー（Ruby）
アリゾナ州のフェニックス動物園で飼育されていたメス象。絵を描くことで有名になった。ルビーの作品のうちの一枚は、少なくとも100,000ドルで売れたといわれる。
サタオ（Satao）
アンボセリ国立公園に生息していたオスのアフリカゾウ。巨大な牙を持ち人気者だったが、密猟で2014年5月死亡した。
テチコッタカブ・ラマチャンドラン（Thechikkottukavu Ramachandran）
2025年時点において、生存する飼育されたアジアゾウの中で最も背が高い象。
トプシー（Topsy）
コニーアイランドで虐待された象。人を殺したため処刑され、感電死が選ばれた。トーマス・エジソンが関わっていたと誤解されることがある。
タフィー（Tuffi）
1950年7月21日に、ドイツのヴッパータールで、宙づりのモノレールからヴッパー川に転落したが死ななかった若いメス象。
タイク（Tyke）
1994年、ハワイ州ホノルルで逃走し警官に射殺された象。
ジギー（Ziggy）
アメリカ合衆国のシカゴ近郊の動物園で飼育されていた象。1941年に飼育係を死なせかける事故を起こしたため、その後30年近く監禁されていた。動物愛好家や子供たちなどの働きかけにより、1970年に外出を許された。
亜烈進卿の象
1408年（応永15年）、南蛮（東南アジア）の亜烈進卿という君主（パレンバンの華僑の頭目であった施進卿と考えられている）が日本国王（当時の室町幕府将軍は足利義持）に贈った象。文献記録上、日本に到来した初めての生きた象である。この象は1413年に足利義持から朝鮮の太宗に贈られており、朝鮮に到来した初めての生きた象になった。朝鮮では人を踏み殺して島流しにされたが、1414年に本土に戻すよう王が命令を出した。
従四位広南白象
1728年（享保13年）、江戸幕府8代将軍徳川吉宗に献上するために、広南国（ベトナム南部）から連れてこられたゾウ。ベトナムでの名前は不詳。「従四位広南白象」は中御門天皇に謁見するために与えられた姓と位階と名である。その後、1741年（寛保元年）に中野村の農民・源助に払い下げられたのち、翌1742年（寛保2年）に死亡。
浅草花やしきの象
1888年（明治21年）にシャム王国から贈呈されたつがいのうちのオスの象。上野動物園で35年、浅草花やしきで9年の合計44年間飼育され、推定62歳で死亡した。
花子・はな子
タイから寄贈されて上野動物園で飼われた「象の花子」は二頭いる。第二次世界大戦前の1935年に贈られた「花子」は、戦争中の1943年、逃走したら危険という理由で餓死させられた。二代目の「はな子」は、戦後の1949年に贈られ、1954年に井の頭公園内の井の頭自然文化園に移され、日本最長寿の象となっていたが、2016年5月26日に69歳で死亡。
ジョン、トンキー
上述の花子（別名ワンリー）とともに戦争中は危険だとして餓死させられた。この様子は『かわいそうなぞう』という物語になっている。
エリー
熊本市動植物園の象。第二次世界大戦中に感電死させられた。
マカニー、エルド、キーコ、アドン
名古屋市営東山動物園の象。4頭揃ってサーカスから購入。第二次世界大戦中の殺処分を免れ、マカニー、エルドのみが生き残った（他2頭は衰弱死）。詳しくは、象列車を参照。
インディラ
東京都上野動物園では、第二次世界大戦中に象がいなくなったが、戦後（1949年）、地元である台東区の子供たち（台東区子供議会）の象が見たいという願いが、連合国軍占領下の日本における大人たちを動かして、当時のインド首相ジャワハルラール・ネルーからメスの象が贈られた。その象の名前「インディラ」は、ネール首相自身が自分の娘であるインディラ・ガンディーにちなんで命名したという。象の「インディラ」は、1949年9月に上野動物園に到着し、1983年8月、同園で死亡した。その骨格標本は国立科学博物館に展示されている。
なお、二代目「はな子」が上野動物園に到着したのも同じ1949年9月だが、「インディラ」より僅かに早い。ちなみに「インディラ」は朝日新聞社が、「はな子」は読売新聞社と講談社とがキャンペーンをはった。インディラは日本中にキャラバンをして子供たちを喜ばせた。この際に流れていた唄が作詞：まど・みちお、作曲：団伊玖磨の「ぞうさん」である。
諏訪子
神戸市立王子動物園で飼育されていたインドゾウ。1943年生まれで、2003年には還暦を迎えた。2008年4月10日に永眠、65歳。当時日本国内では最高齢であった。
花子
1964年タイで生まれ、京都市動物園、円山動物園を経て、1967年開園に伴って旭山動物園にやってきた象。1968年、くる病をわずらい立つことが出来なくなったために、北海剥製標本社の信田修治郎に引き取られた。病気の克服や温泉での湯治が全国的に評判となり、子供たちに人気のあった象であった。詳細は宮内温泉の項を参照。
アキ子
阪神パークで飼育されたインドゾウ。タイで生まれ、1954年に来日し、阪神パークの黄金時代を支えた。
ウメ子
1950年に来日、小田原城址公園で2009年に死亡するまで飼育された。
アコとマコ
1967年に2頭そろって多摩動物公園に来園したメスのアフリカゾウ。アフリカゾウの日本における長寿記録と最長飼育記録を更新し続けていた。2011年7月、マコが死亡。2022年には、アコも死亡した。
アヌーラ
多摩動物公園で飼育されているオスのアジアゾウ。2014年現在日本国内のオスのアジアゾウとしては最高齢。
タマオ
多摩動物公園で飼育されていたオスのアフリカゾウ。2頭の子をもうけ、「多摩動物公園のゾウ家族のお父さん」と来園者に親しまれていた。
イズミ
桐生が岡動物園で飼育されていたメスのアジアゾウ。当時、日本の動物園で飼育されているアジアゾウの雌では最高齢であったが、2017年に61歳で死亡した。
タンゴ
日本国内で初めて繁殖に成功して生まれたアフリカゾウ。1986年に群馬サファリパークで生まれ、2010年に死亡した。
ズゼ
神戸市立王子動物園で飼育されているメスのアジアゾウ。2014年現在2頭の子供を産んだ経験がある。
プーリー
市原ぞうの国で飼育されていたメスのアジアゾウ。2頭の子の母となり、他の象が生んだ子に代理授乳も行った。
マック
神戸市立王子動物園で飼育されているオスのアジアゾウ。2014年現在日本国内最大級である。
モモ
神戸市立王子動物園で飼育されていた日本で初めて生まれたインドゾウ。右前足の骨折が原因で2005年4月25日死亡。
オウジ
神戸市立王子動物園で飼育されていたオスとしては日本で初めて生まれたインドゾウ。骨軟化症が原因で2012年4月7日死亡。
マーラ
2011年にのんほいパークで誕生。1歳4か月のとき両前脚の骨折が判明し、リハビリを続けていた。2017年8月13日午前11時頃死亡した。
ボン
横浜市立金沢動物園で飼育されているオスのインドゾウ。2023年現在、日本一長い牙をもつ。
タオ
札幌市円山動物園で飼育されているメスのアジアゾウ。日本国内で初めて準間接飼育で生まれた。

## 象のような形をした実在する物
ルーシー（Lucy）
ニュージャージー州マーゲート市にある模造建築物。